# Lily Aldrin
Lily Aldrin je izmišljeni lik koji se pojavljuje u seriji Kako sam upoznao vašu majku. Glumi ju Alyson Hannigan. Rođena je 1978. godine te je odrasla u Brooklynu, New York.

## O Lily Aldrin
Rođena je u Brooklynu 22. ožujka 1978. godine. Njezina majka Janice je radila dva posla kako bi održala obitelj. Lily smatra da je ona feministica. Otac Mickey je opsjednut društvenim igrama te voli izrađivati svoje igre. Lily kaže da je Mickey uništavao njezin život svaki dan 20 godina. Mickey i Lily su imali dobre odnose nakon rođenja sina Marvina. Tijekom srednje škole i fakulteta, Lily je bila članica rokerskog društva te se često oblačila u punk odjeću.
Dobro priča talijanski jezik, te se zna snalaziti u Photoshopu, Quarku i Javi.

## Najbolji prijatelji

### Ted Mosby
Ted i Lily upoznali su se 1996. na fakultetu Wesleyan University. Nekoliko godina su živjeli zajedno u stanu s Marshallom. Lily štiti Teda; zna razdvojiti žene za koje vjeruje da nisu dovoljno dobre za njega. Ted ju naziva psihopatom.

### Marshall Eriksen
Marshall i Lily su se upoznali iste godine kad je Lily upoznala Teda. Marshall i Lily su se zavoljeli na prvi pogled te započeli vezu. Veza je bila prisutna sve do kraja 1. sezone kada Lily napušta Marshalla te odlazi u San Francisco zbog crtanja. Ona se kasnije vrati. Marshall ju ne prihvaća, ali se kasnije pomire i opet zavole. Oženili su se 2007. godine. Dobili su 3 djece (Marvin Waitforit, Daisy, dijete bez imena).
Tijekom fakulteta, Ted, Marshall i Lily su "jeli sendviče". Budući Ted otkriva da je to zapravo bila marihuana.

### Barney Stinson
Lily i Barney su dobri prijatelji. U drugoj sezoni Lily zamoli Barneya da ostane u njegovom stanu. Barney to prihvaća uz jedan uvjet: Lily treba tjerati sve Barneyjeve cure. Lily to prihvaća te glumi Barneyjevu ženu te se ljuti na Barneya pred njegovim curama. Od tada su oni vrlo dobri prijatelji.

### Robin Scherbatsky
Robin i Lily su postale dobre prijateljice nakon jela u automobilu. Robin i Lily su jele tajlandsku hranu te su mislile da će se Marshall naljutiti. Odlučile su lagati te su Marshallu rekle da je neki pijanac razbio prozor automobila te da se ispovraćao. Robin misli da je Lily biseksualka te se u jednom trenutku "odvoji" od Lily jer ima "čudne snove".